# Absolutní nula
Absolutní nula je hypotetický stav látky, ve kterém se zastaví veškerý tepelný pohyb částic. Absolutní nula je počátek stupnice absolutní teploty, označuje také termodynamickou teplotu T = 0 K = −273,15 °C.

## Historie
Absolutní nulu poprvé navrhl Guillaume Amontons roku 1702, když zkoumal vztah mezi tlakem a teplotou v plynech. Chyběly mu dostatečně přesné teploměry, jeho výsledky tak byly velmi nepřesné. Přesto prokázal, že tlak plynu se mezi „chladnou“ teplotou a bodem varu vody zvětší asi o jednu třetinu. Tato práce jej dovedla k teorii, že dostatečné snížení teploty by vedlo k úbytku tlaku. Problém ovšem byl, že se všechny reálné plyny během zchlazování k absolutní nule zkapalní.
Roku 1848 William Thomson (lord Kelvin z Largsu) navrhl termodynamickou teplotní stupnici. Toto pojetí se vymanilo z omezení plynných látek a definovalo absolutní nulu jako takovou teplotu látky, ve které již nelze odebírat žádné další teplo.
V roce 1999 bylo poprvé dosaženo teploty 100 pK = 10−10 K, a to v systému jaderných spinů v kovovém rhodiu.
V roce 2003 kolektiv vědců z Massachusettského technologického institutu v Cambridge (A. E. Leanhardt, T. A. Pasquini, M. Saba, A. Schirotzek, Y. Shin, D. Kielpinski, D .E. Pritchard a W. Ketterle) dosáhli do té doby nejnižší mechanicky dosažené teploty 450 pikokelvinů = 0,000 000 000 45 K, a to pomocí Boseho-Einsteinova kondenzátu spinově polarizovaných atomů sodíku zachycených v gravitomagnetické pasti.
V roce 2021 se v laboratorních podmínkách pomocí laseru podařilo snížit teplotu Boseho-Einsteinova kondenzátu až na 38 pK, což je dosud nejnižší dosažená teplota.
Astronomickým pozorováním mlhoviny Bumerang, která je po dobu 1500 let ochlazována plyny unikajícími z centrální hvězdy rychlostí cca 600 000 km/h, byla zjištěna teplota přibližně 1 K, čímž se stala nejchladnějším místem ve známém vesmíru.

## Vlastnosti
Třetí termodynamický zákon říká, že absolutní nuly nelze nikdy zcela dosáhnout, absolutní nula je tedy jen teoretická teplota. Lze se k ní ovšem limitně přiblížit velice blízko.
Z pohledu statistické fyziky je absolutní nula stav tělesa s nejmenší možnou (nikoliv však nutně nulovou – viz například systém složený z kvantově mechanických harmonických oscilátorů) vnitřní energií.
Existuje celá řada systémů, jež v blízkosti absolutní nuly zcela mění chování. Typickým příkladem je Boseho-Einsteinův kondenzát a s ním spojeny jevy supravodivosti a supratekutosti.
V odborné literatuře se zavádí pojem záporné termodynamické teploty. To je možné pouze u systému s vnitřní energií omezenou shora i zdola (tedy s omezeným energetickým spektrem) a konečným počtem energetických stavů. Jedná se o situaci s inverzním obsazením stavů (systém má více obsazené stavy s vysokou energií než stavy s nízkou energií). Tato situace však neporušuje platnost třetího termodynamického zákona, neboť takový systém se chová, jako by byl teplejší, než systém s nekonečnou teplotou. Posloupnost stoupajících teplot lze tedy formálně zapsat takto:
{\displaystyle 0+\epsilon <\infty <-\infty <0-\epsilon }, kde {\displaystyle \epsilon \,} označuje infinitezimální přírůstek teploty.
Jako příklad praktického použití inverzního obsazení stavů lze uvést laser.